# Martin Soltík
Martin Soltík (* 16. Juli 1991) ist ein tschechischer Grasskiläufer. Er startet seit 2007 im Weltcup sowie bei Weltmeisterschaften und gewann zwei Medaillen bei der Juniorenweltmeisterschaft 2011.

## Karriere
Soltík fuhr seine ersten FIS-Rennen im Juni 2006. Einen Monat später nahm er an der Juniorenweltmeisterschaft in Horní Lhota u Ostravy teil, erreichte aber mit Platz 24 im Riesenslalom und Rang 37 im Super-G nur Platzierungen im Schlussfeld. Im Weltcup startete der Tscheche erstmals am 11. August 2007 im Riesenslalom von Čenkovice, konnte sich dabei jedoch nicht für den zweiten Durchgang qualifizieren. Am nächsten Tag gewann er mit Platz 29 im Slalom seine ersten beiden Weltcuppunkte, die seine einzigen in der Saison 2007 blieben, weshalb er in der Gesamtwertung nur auf den 73. und zugleich letzten Platz kam. Im September 2007 nahm Soltík an der Weltmeisterschaft in Olešnice v Orlických horách teil. Er konnte sich dabei mit Platz 49 in der Super-Kombination und Rang 56 im Super-G wieder nur im Schlussfeld klassieren. Bei der Junioren-WM 2007 war er nicht am Start.
In der Saison 2008 erreichte Soltík bei den Weltcuprennen in Čenkovice den zwölften Platz im Slalom und Rang 21 im Riesenslalom, womit er im Gesamtklassement auf Platz 45 kam. Bei der Juniorenweltmeisterschaft 2008 in Rieden war sein bestes Ergebnis der zwölfte Platz im Slalom. Im Riesenslalom und in der Super-Kombination belegte er jeweils Rang 22 und im Super-G Rang 23. In der Weltcupsaison 2009 fuhr der Tscheche insgesamt fünfmal unter die schnellsten 25, sein bestes Resultat war der 14. Platz im Slalom von Čenkovice. Im Gesamtweltcup belegte er Rang 38. Bei der Juniorenweltmeisterschaft 2009 erreichte Soltík den zwölften Platz im Slalom und Rang 13 in der Super-Kombination jedoch nur Platz 27 im Super-G. Bei der Weltmeisterschaft 2009 in Rettenbach belegte er den 19. Platz im Slalom sowie Rang 33 im Riesenslalom und Rang 42 im Super-G.
In der Weltcupsaison 2010 musste Soltík zahlreiche Ausfälle hinnehmen. Erst im siebenten Weltcuprennen, dem Super-G von Dizin am 6. August, konnte er mit Platz 24 zum ersten und einzigen Mal punkten. Bei der ebenfalls in Dizin ausgetragenen Juniorenweltmeisterschaft 2010 wurde er Achter in der Super-Kombination und 13. im Super-G. Im Slalom und im Riesenslalom kam er nicht ins Ziel. Danach nahm er nur noch am Weltcupslalom in Faistenau teil, wurde aber disqualifiziert. Im Gesamtweltcup fiel er auf den 49. Rang zurück. Am 13. August 2011 erreichte Soltík den elften Platz in der Super-Kombination von San Sicario und damit sein zu diesem Zeitpunkt bestes Weltcupergebnis. Mit drei weiteren Top-15-Platzierungen erzielte er in der Saison 2011 den 21. Platz im Gesamtweltcup.  Bei der Juniorenweltmeisterschaft 2011 in Goldingen gewann Soltík jeweils hinter dem Österreicher Hannes Angerer zwei Silbermedaillen im Slalom und in der Kombination. Im Riesenslalom wurde er Vierter und im Super-G Siebter. Bei der zugleich ausgetragenen Weltmeisterschaft der Allgemeinen Klasse startete er im Riesenslalom und im Super-G, kam aber nur im Riesenslalom als 18. ins Ziel.
In der Saison 2012 erreichte Soltík mit dem zehnten Platz im Riesenslalom von Předklášteří sein erstes Top-10-Ergebnis im Weltcup. In weiteren vier Rennen fuhr er unter die schnellsten 15, im Gesamtweltcup fiel er aber gegenüber dem Vorjahr um vier Plätze auf Rang 25 zurück.

## Erfolge

### Weltmeisterschaften
- Olešnice v Orlických horách 2007: 49. Super-Kombination, 56. Super-G
- Rettenbach 2009: 19. Slalom, 33. Riesenslalom, 42. Super-G
- Goldingen 2011: 18. Riesenslalom

### Juniorenweltmeisterschaften
- Horní Lhota u Ostravy 2006: 24. Riesenslalom, 37. Super-G
- Rieden 2008: 12. Slalom, 22. Riesenslalom, 22. Super-Kombination, 23. Super-G
- Horní Lhota u Ostravy 2009: 12. Slalom, 13. Super-Kombination, 27. Super-G
- Dizin 2010: 8. Super-Kombination, 13. Super-G
- Goldingen 2011: 2. Slalom, 2. Kombination, 4. Riesenslalom, 7. Super-G

### Weltcup
- 11 Platzierungen unter den besten 15